# Princess Mary Lake
Der Princess Mary Lake ist ein See im kanadischen Territorium Nunavut.

## Lage
Der See liegt in der Tundralandschaft von Nord-Kanada, 75 km westlich von Baker Lake sowie 290 km westlich der Hudson Bay. Der Kunwak River entwässert den westlich gelegenen Mallery Lake zum Princess Mary Lake. Am Südostende des Sees verlässt der Kunwak River diesen wieder und mündet nach 25 km in den Kazan River. Die Wasserfläche beträgt 471 km², die Gesamtfläche einschließlich Inseln beträgt 524 km². Der Princess Mary Lake liegt auf 116 m Höhe und hat ein Einzugsgebiet von 12.100 km².